# Peter Tscherkassky

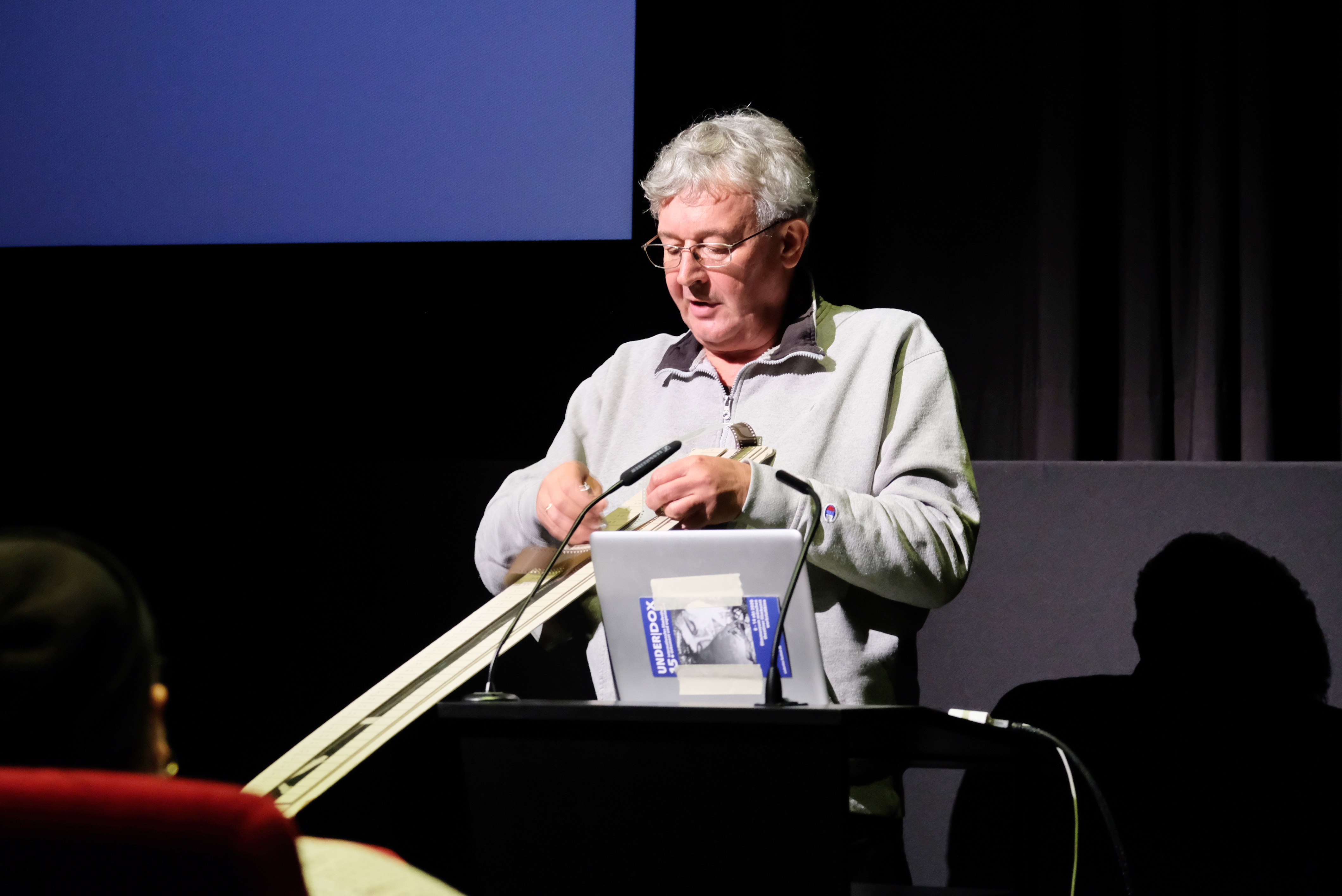
Peter Tscherkassky erklärt im Rahmen eines Vortrags seine Arbeitsweise (2020)

Peter Tscherkassky (* 3. Oktober 1958 in Wien, Österreich) ist ein österreichischer Avantgardefilmregisseur.

## Leben und Wirken
Tscherkassky besuchte das Kollegium Kalksburg in Wien und anschließend das Bundesoberstufenrealgymnasium Mistelbach, wo er 1977 maturierte. Anschließend studierte er Publizistik und Politikwissenschaft an der Universität Wien. 1978 machte er erstmals Bekanntschaft mit dem avantgardistischen Filmschaffen, als er eine fünftägige Lecture-Serie von P. Adams Sitney im Österreichischen Filmmuseum besuchte. 1979 zog Tscherkassky zeitweilig nach Berlin, wo er ein Philosophiestudium begann. Ende desselben Jahres erwarb er auch eine Super-8-Ausrüstung – eine unter Experimentalfilmschaffenden lange Zeit sehr beliebte Filmausrüstung. Im Dezember des Jahres begann er auch mit den Dreharbeiten zu seinem ersten Kurzfilm Kreuzritter, dessen Drehbuch er zuvor geschrieben hatte. Er begann sich intensiv mit dem Avantgardefilmschaffen im deutschsprachigen Raum zu beschäftigen und lernte unter anderen die vorwiegend aus dem Berliner Raum stammenden Künstler und Filmschaffenden Thomas Kiesel, Frieder Butzmann, Reinhold Vorschneider, Nils Krüger, Regina Baumgart, Gerti Fietzek, Thomas Kapielski, Rolf-Peter Baacke kennen. Er besuchte regelmäßig das Kino „Arsenal“, insbesondere die wöchentlichen Programme über das internationale Avantgardefilmschaffen.
1981 lernte er die österreichischen Avantgardefilmer Lisl Ponger, Dietmar Brehm und Ernst Schmidt Jr. kennen. 1982 war er Gründungsmitglied der Austrian Filmmakers Cooperative (aus der er 1993 austrat).
1984 begann Tscherkassky, als Kurator zu arbeiten: Er präsentierte im Rahmen der Ausstellung „Kometen.Folge.Lawinen.Orte“ der Galerie Thaddaeus Ropac zunächst das Programm „überBlick – Super-8-Filme aus Österreich“ im Berliner Kutscherhaus. Anschließend kehrte er nach Wien zurück, wo er u. a. mit Eva Schlegel, Heimo Zobernig, Gudrun Bielz, Helmut Rainer und Helmut Mark die „UFVA – Unabhängiger Film & Video Austria“ gründete. In der Folge kuratierte er weitere Programme und Retrospektiven zum österreichischen Avantgardefilm in Deutschland, Schweden, der CSSR, Polen und Ungarn.
Zwischen 1985 und 1986 schrieb er seine Dissertation „Film + Kunst: Zu einer kritischen Ästhetik der Kinematografie“ am Institut für Philosophie in Wien. 1986 promovierte er zum Dr. phil.
Nach seinem Zivildienst im Jahr 1987 kuratierte und konzipierte er Festivals und Symposien zum Thema Avantgardefilm.
Von 1989 bis 2002 hatte er einen Lehrauftrag für künstlerische Filmgestaltung an der Universität für künstlerische und industrielle Gestaltung in Linz inne.
1993 und 1994 wurde er von Kunstminister Rudolf Scholten zum künstlerischen Leiter des neu gegründeten Festivals des österreichischen Films, der Diagonale, bestellt. 1993 konzipierte er auch die Retrospektive „morgenlicht. Österreichischer Avantgardefilm von Kubelka bis heute“ im Berliner Kino „Arsenal“. Weitere Kuratoraufträge gingen dem bereits voraus bzw. folgten noch.
2005 hatte sein Werk Instructions for a Light and Sound Machine beim Filmfestival von Cannes in der Reihe „Quinzaine des réalisateurs“ Weltpremiere. Im Rahmen der 74. Internationalen Filmfestspiele von Cannes präsentierte er 2021 ebenfalls in der Sektion Quinzaine des réalisateurs seine zwanzigminütige Arbeit Train Again.
Bekannte Filme des Regisseurs sind Happy End (1996) und Outer Space (1999), die beide in der österreichischen Filmauswahl Der österreichische Film auf DVD herausgegeben wurden. Ein weiterer mehrfach preisgekrönter Kurzfilm des Regisseurs ist Dream Work (2002). Zahlreiche seiner Filme werden beim österreichischen Vertrieb sixpackfilm vertrieben.

## Filmografie (Auswahl)
Kurzfilmregie, sofern nicht anders angegeben.
- 1981: Aderlaß
- 1982: Erotique
- 1982: Liebesfilm
- 1983: Freeze Frame
- 1983: Urlaubsfilm
- 1983: Ballett Nr. 3 (45 s, Kurzfilmbeitrag Nr. 22 in Über Nacht berühmt, Prod. Stiletto, Unternehmen von der Hand in den Mund)[3]
- 1983: Miniaturen - Viele Berliner Künstler in Hoisdorf
- 1984: Motion Picture (La Sortie des Ouvriers de l'Usine Lumière à Lyon)
- 1985: Manufraktur
- 1996: Happy End
- 1997: L’Arrivée
- 1999: Get Ready
- 1999: Outer Space
- 2001: Dream Work
- 2005: Instructions for a Light and Sound Machine
- 2006: Nachtstück (Nocture)
- 2010: Coming Attractions
- 2015: The Exquisite Corpus
- 2021: Train Again

## Veröffentlichungen (Auswahl)
- Als Herausgeber zusammen mit Gabriele Jutz: Peter Kubelka. PVS-Verleger, Wien, 1995, ISBN 978-3-901196-19-5
- Als Herausgeber: Film Unframed. A History of Austrian Avant-Garde Cinema. Synema Gesellschaft für Film und Medien, Wien, 2012, ISBN 978-390164-442-9

## Auszeichnungen
für seine Tätigkeiten:
- 1989: Förderungspreis für Filmkunst des Bundesministeriums für Unterricht und Kunst
- 1996: Österreichischer Würdigungspreis für Filmkunst
- 2003: Würdigungspreis für Filmkunst des Landes Niederösterreich
- 2019: Goldenes Verdienstzeichen des Landes Wien[4]

für seine Filmwerke:
- Outer Space (1999)
  - 1999: DOK Leipzig: Prize of the 'Sparkasse Leipzig' 
  - 1999: Diagonale: Diagonale Innovative Cinema Award
  - 2000: San Francisco International Film Festival: Golden Spire
  - 2000: Seattle International Film Festival: Short Film Award - Honorable Mention
  - 2000: Uppsala International Short Film Festival: Film Jackdaw
- Dream Work (2002)
  - 2002: Melbourne International Film Festival: City of Melbourne Award
  - 2002: New York Expo of Short Film: Silver Award
  - 2002: Internationale Kurzfilmtage Oberhausen: Grand Prize
- Coming Attractions (2010)
  - 2010: Internationale Filmfestspiele von Venedig: Orizzonti-Kurzfilmpreis
  - 2011: Vienna Independent Shorts: Österreichischer Kurzfilmpreis